# Sainte-Segrée
Sainte-Segrée è un comune francese di 59 abitanti situato nel dipartimento della Somme nella regione dell'Alta Francia.

## Società

### Evoluzione demografica
Abitanti censiti